# Élections municipales de 2026 dans l'Indre
Pour un article plus général, voir Élections municipales françaises de 2026.
Les élections municipales dans l'Indre sont prévues en mars 2026. Cette page ne traite que les communes de 2 000 habitants et plus dans l'Indre.

## Résultats à l'échelle du département

### Maires sortants et maires élus
| Commune             | Population (en 2022) | Maire sortant(e)          | Parti | Parti | Maire élu(e) | Parti | Parti |
| ------------------- | -------------------- | ------------------------- | ----- | ----- | ------------ | ----- | ----- |
| Ardentes            | 3 747                | Gilles Caranton           |       | DVD   |              |       |       |
| Argenton-sur-Creuse | 4 817                | Vincent Millan            |       | PS    |              |       |       |
| Le Blanc            | 6 188                | Gilles Lherpinière        |       | DVC   |              |       |       |
| Buzançais           | 4 431                | Régis Blanchet            |       | PRV   |              |       |       |
| Chabris             | 2 762                | Fabrice Vaury             |       | DVD   |              |       |       |
| Châteauroux         | 43 079               | Gil Avérous               |       | LR    |              |       |       |
| Châtillon-sur-Indre | 2 296                | Gérard Nicaud             |       | LÉ    |              |       |       |
| La Châtre           | 4 038                | Patrick Judalet           |       | DVD   |              |       |       |
| Déols               | 7 618                | Delphine Geneste          |       | LR    |              |       |       |
| Issoudun            | 10 953               | André Laignel             |       | PS    |              |       |       |
| Levroux             | 2 802                | Alexis Rousseau-Jouhennet |       | DVD   |              |       |       |
| Le Poinçonnet       | 5 848                | Danielle Dupré-Ségot      |       | PS    |              |       |       |
| Reuilly             | 2 009                | Carole Baptista           |       | DVD   |              |       |       |
| Saint-Maur          | 3 589                | Ludovic Réau              |       | DVD   |              |       |       |
| Valençay            | 2 239                | Claude Doucet             |       | UDI   |              |       |       |
| Villedieu-sur-Indre | 2 615                | Xavier Elbaz              |       | DVD   |              |       |       |

### Résultats en nombre de maires
| Partis       | Partis                               | Maires sortants | Maires élus | Évolution |
| ------------ | ------------------------------------ | --------------- | ----------- | --------- |
|              | Divers droite                        | 7               |             |           |
|              | Les Républicains                     | 2               |             |           |
| Total droite | Total droite                         | 9               |             |           |
|              | Parti socialiste                     | 3               |             |           |
|              | Les Écologistes                      | 1               |             |           |
| Total gauche | Total gauche                         | 4               |             |           |
|              | Divers centre                        | 1               |             |           |
|              | Parti radical                        | 1               |             |           |
|              | Union des démocrates et indépendants | 1               |             |           |
| Total centre | Total centre                         | 3               |             |           |
| Total        | Total                                | 16              | 16          | -         |

## Résultats dans les communes de plus de 2 000 habitants

### Ardentes
- Maire sortant : Gilles Caranton (DVD)
- 27 sièges à pourvoir au conseil municipal (population légale 2022 : 3 747 habitants)
- 3 sièges à pourvoir au conseil communautaire (Châteauroux Métropole)

| Tête de liste | Tête de liste | Parti(s) | Nuance | Premier tour | Premier tour | Second tour | Second tour | Sièges | Sièges |
| Tête de liste | Tête de liste | Parti(s) | Nuance | Voix         | %            | Voix        | %           | CM     | CC     |
| ------------- | ------------- | -------- | ------ | ------------ | ------------ | ----------- | ----------- | ------ | ------ |

### Argenton-sur-Creuse
- Maire sortant : Vincent Millan (PS)
- 27 sièges à pourvoir au conseil municipal (population légale 2022 : 4 817 habitants)
- 10 sièges à pourvoir au conseil communautaire (CC Éguzon - Argenton - Vallée de la Creuse)

| Tête de liste | Tête de liste | Parti(s) | Nuance | Premier tour | Premier tour | Second tour | Second tour | Sièges | Sièges |
| Tête de liste | Tête de liste | Parti(s) | Nuance | Voix         | %            | Voix        | %           | CM     | CC     |
| ------------- | ------------- | -------- | ------ | ------------ | ------------ | ----------- | ----------- | ------ | ------ |

### Le Blanc
- Maire sortant : Gilles Lherpinière (DVC)
- 29 sièges à pourvoir au conseil municipal (population légale 2022 : 6 188 habitants)
- 13 sièges à pourvoir au conseil communautaire (CC Brenne - Val de Creuse)

| Tête de liste | Tête de liste | Parti(s) | Nuance | Premier tour | Premier tour | Second tour | Second tour | Sièges | Sièges |
| Tête de liste | Tête de liste | Parti(s) | Nuance | Voix         | %            | Voix        | %           | CM     | CC     |
| ------------- | ------------- | -------- | ------ | ------------ | ------------ | ----------- | ----------- | ------ | ------ |

### Buzançais
- Maire sortant : Régis Blanchet (PRV)
- 27 sièges à pourvoir au conseil municipal (population légale 2022 : 4 431 habitants)
- 5 sièges à pourvoir au conseil communautaire (CC Val de l'Indre - Brenne)

| Tête de liste | Tête de liste | Parti(s) | Nuance | Premier tour | Premier tour | Second tour | Second tour | Sièges | Sièges |
| Tête de liste | Tête de liste | Parti(s) | Nuance | Voix         | %            | Voix        | %           | CM     | CC     |
| ------------- | ------------- | -------- | ------ | ------------ | ------------ | ----------- | ----------- | ------ | ------ |

### Chabris
- Maire sortant : Fabrice Vaury (DVD)
- 23 sièges à pourvoir au conseil municipal (population légale 2022 : 2 762 habitants)
- 11 sièges à pourvoir au conseil communautaire (CC Chabris - Pays de Bazelle)

| Tête de liste | Tête de liste | Parti(s) | Nuance | Premier tour | Premier tour | Second tour | Second tour | Sièges | Sièges |
| Tête de liste | Tête de liste | Parti(s) | Nuance | Voix         | %            | Voix        | %           | CM     | CC     |
| ------------- | ------------- | -------- | ------ | ------------ | ------------ | ----------- | ----------- | ------ | ------ |

### Châteauroux
- Maire sortant : Gil Avérous (LR)
- 43 sièges à pourvoir au conseil municipal (population légale 2022 : 43 079 habitants)
- 26 sièges à pourvoir au conseil communautaire (Châteauroux Métropole)

| Tête de liste | Tête de liste | Parti(s) | Nuance | Premier tour | Premier tour | Second tour | Second tour | Sièges | Sièges |
| Tête de liste | Tête de liste | Parti(s) | Nuance | Voix         | %            | Voix        | %           | CM     | CC     |
| ------------- | ------------- | -------- | ------ | ------------ | ------------ | ----------- | ----------- | ------ | ------ |

### Châtillon-sur-Indre
- Maire sortant : Gérard Nicaud (LÉ)
- 19 sièges à pourvoir au conseil municipal (population légale 2022 : 2 296 habitants)
- 11 sièges à pourvoir au conseil communautaire (CC du Châtillonnais en Berry)

| Tête de liste | Tête de liste | Parti(s) | Nuance | Premier tour | Premier tour | Second tour | Second tour | Sièges | Sièges |
| Tête de liste | Tête de liste | Parti(s) | Nuance | Voix         | %            | Voix        | %           | CM     | CC     |
| ------------- | ------------- | -------- | ------ | ------------ | ------------ | ----------- | ----------- | ------ | ------ |

### La Châtre
- Maire sortant : Patrick Judalet (DVD)
- 27 sièges à pourvoir au conseil municipal (population légale 2022 : 4 038 habitants)
- 11 sièges à pourvoir au conseil communautaire (CC de La Châtre et Sainte-Sévère)

| Tête de liste | Tête de liste | Parti(s) | Nuance | Premier tour | Premier tour | Second tour | Second tour | Sièges | Sièges |
| Tête de liste | Tête de liste | Parti(s) | Nuance | Voix         | %            | Voix        | %           | CM     | CC     |
| ------------- | ------------- | -------- | ------ | ------------ | ------------ | ----------- | ----------- | ------ | ------ |

### Déols
- Maire sortante : Delphine Geneste (LR)
- 29 sièges à pourvoir au conseil municipal (population légale 2022 : 7 618 habitants)
- 6 sièges à pourvoir au conseil communautaire (Châteauroux Métropole)

| Tête de liste | Tête de liste | Parti(s) | Nuance | Premier tour | Premier tour | Second tour | Second tour | Sièges | Sièges |
| Tête de liste | Tête de liste | Parti(s) | Nuance | Voix         | %            | Voix        | %           | CM     | CC     |
| ------------- | ------------- | -------- | ------ | ------------ | ------------ | ----------- | ----------- | ------ | ------ |

### Issoudun
- Maire sortant : André Laignel (PS)
- 33 sièges à pourvoir au conseil municipal (population légale 2022 : 10 953 habitants)
- 13 sièges à pourvoir au conseil communautaire (CC du Pays d'Issoudun)

| Tête de liste | Tête de liste | Parti(s) | Nuance | Premier tour | Premier tour | Second tour | Second tour | Sièges | Sièges |
| Tête de liste | Tête de liste | Parti(s) | Nuance | Voix         | %            | Voix        | %           | CM     | CC     |
| ------------- | ------------- | -------- | ------ | ------------ | ------------ | ----------- | ----------- | ------ | ------ |

### Levroux
- Maire sortant : Alexis Rousseau-Jouhennet (DVD)
- 27 sièges à pourvoir au conseil municipal (population légale 2022 : 2 802 habitants)
- 12 sièges à pourvoir au conseil communautaire (CC de la Région de Levroux)

| Tête de liste | Tête de liste | Parti(s) | Nuance | Premier tour | Premier tour | Second tour | Second tour | Sièges | Sièges |
| Tête de liste | Tête de liste | Parti(s) | Nuance | Voix         | %            | Voix        | %           | CM     | CC     |
| ------------- | ------------- | -------- | ------ | ------------ | ------------ | ----------- | ----------- | ------ | ------ |

### Le Poinçonnet
- Maire sortante : Danielle Dupré-Ségot (PS)
- 29 sièges à pourvoir au conseil municipal (population légale 2022 : 5 848 habitants)
- 5 sièges à pourvoir au conseil communautaire (Châteauroux Métropole)

| Tête de liste | Tête de liste | Parti(s) | Nuance | Premier tour | Premier tour | Second tour | Second tour | Sièges | Sièges |
| Tête de liste | Tête de liste | Parti(s) | Nuance | Voix         | %            | Voix        | %           | CM     | CC     |
| ------------- | ------------- | -------- | ------ | ------------ | ------------ | ----------- | ----------- | ------ | ------ |

### Reuilly
- Maire sortante : Carole Baptista (DVD)
- 19 sièges à pourvoir au conseil municipal (population légale 2022 : 2 009 habitants)
- 3 sièges à pourvoir au conseil communautaire (CC du Pays d'Issoudun)

| Tête de liste | Tête de liste | Parti(s) | Nuance | Premier tour | Premier tour | Second tour | Second tour | Sièges | Sièges |
| Tête de liste | Tête de liste | Parti(s) | Nuance | Voix         | %            | Voix        | %           | CM     | CC     |
| ------------- | ------------- | -------- | ------ | ------------ | ------------ | ----------- | ----------- | ------ | ------ |

### Saint-Maur
- Maire sortant : Ludovic Réau (DVD)
- 27 sièges à pourvoir au conseil municipal (population légale 2022 : 3 589 habitants)
- 3 sièges à pourvoir au conseil communautaire (Châteauroux Métropole)

| Tête de liste | Tête de liste | Parti(s) | Nuance | Premier tour | Premier tour | Second tour | Second tour | Sièges | Sièges |
| Tête de liste | Tête de liste | Parti(s) | Nuance | Voix         | %            | Voix        | %           | CM     | CC     |
| ------------- | ------------- | -------- | ------ | ------------ | ------------ | ----------- | ----------- | ------ | ------ |

### Valençay
- Maire sortant : Claude Doucet (UDI)
- 19 sièges à pourvoir au conseil municipal (population légale 2022 : 2 239 habitants)
- 8 sièges à pourvoir au conseil communautaire (CC Écueillé - Valençay)

| Tête de liste | Tête de liste | Parti(s) | Nuance | Premier tour | Premier tour | Second tour | Second tour | Sièges | Sièges |
| Tête de liste | Tête de liste | Parti(s) | Nuance | Voix         | %            | Voix        | %           | CM     | CC     |
| ------------- | ------------- | -------- | ------ | ------------ | ------------ | ----------- | ----------- | ------ | ------ |

### Villedieu-sur-Indre
- Maire sortant : Xavier Elbaz (DVD)
- 23 sièges à pourvoir au conseil municipal (population légale 2022 : 2 615 habitants)
- 3 sièges à pourvoir au conseil communautaire (CC Val de l'Indre - Brenne)

| Tête de liste | Tête de liste | Parti(s) | Nuance | Premier tour | Premier tour | Second tour | Second tour | Sièges | Sièges |
| Tête de liste | Tête de liste | Parti(s) | Nuance | Voix         | %            | Voix        | %           | CM     | CC     |
| ------------- | ------------- | -------- | ------ | ------------ | ------------ | ----------- | ----------- | ------ | ------ |